# Gillis Simons
Gillis Simons, död omkring 1666, var en svensk manufakturidkare.
Gillis Simons var son till borgmästaren i Nyköping Paul Simons, troligen av holländskt ursprung, och Elisabeth Joakimsdotter Danckwardt. På fädernet var han nära släkt med Momma och dotterson till Joakim Danckwardt i Nyköping. I ungdomen torde han ha ägnat sig åt studier av sockerraffineringsindustrin utomlands. 1661 erhöll han privilegium på anläggande av ett sockerraffinaderi i Stockholm, vartill hans halvbror, Joachim Lillienhoff, bestod större delen av förlagskapitalet. Då privilegiet, som gällde för tio år, ej kunde träda i kraft förrän ett annat privilegium löpt ut, slöt sig Simons tillsammans med innehavarna av detta, W. Wessenberg och Abraham van Eijck, slöt han sig samman med dessa och ett raffinaderi uppbyggdes på Södermalm, Då Gillis Simons avled ärvdes posten som direktör i bolaget av hans svåger Hans Ehrenpreus, som även övertog Simons skulder till Joachim Lillienhoff.